# Manuel Isaza
Manuel Isaza (Cali, Valle del Cauca, Colombia; 22 de julio de 1996) es un futbolista colombiano. Juega de mediocampista.

## Clubes
| Club                | País                | Año                 | Partidos | Goles |
| ------------------- | ------------------- | ------------------- | -------- | ----- |
| América de Cali     | Colombia            | 2014 - 2015         | 11       | 0     |
| Atlético Huila      | Colombia            | 2018                | 10       | 0     |
| Cortuluá            | Colombia            | 2019                | 11       | 0     |
| Total en su carrera | Total en su carrera | Total en su carrera | 32       | 0     |